# 234923 Bonnell
234923 Bonnell este o planetă minoră (asteroid) din centura de asteroizi. A fost descoperită pe 9 octombrie 2002 la Observatorul Palomar de Near Earth Asteroid Tracking. 
Obiectul prezintă o orbită caracterizată de o semiaxă mare de 2,9989763902196 UAi, o excentricitate de 0,11730449822783, o înclinație de 9,7771955299874 ° în raport cu ecliptica.